# Our Last Night
Gli Our Last Night sono un gruppo musicale statunitense formatosi nel 2003 a Hollis, New Hampshire.
Il gruppo è famoso anche per la realizzazione di varie cover di brani di cantanti pop internazionali, riarrangiate in chiave rock e post-hardcore.

## Formazione

### Formazione attuale
- Trevor Wentworth – voce (2003-presente)
- Matt Wentworth – voce, chitarra, pianoforte (2003-presente)
- Tim Molloy – batteria, percussioni (2006-presente)

### Ex componenti
- Tim Valich – chitarra ritmica (2004-2005)
- Nick Perricone – chitarra ritmica (2005-2006)
- Colin Perry – chitarra ritmica, basso, voce secondaria (2006-2012)
- Alex "Woody" Woodrow – basso, cori (2003-2022)
- Matthew Valich – batteria (2004-2005)
- Joey Perricone – batteria (2005-2006)

## Discografia

### Album in studio
- 2005 – Building Cities from Scratch
- 2008 – The Ghosts Among Us
- 2010 – We Will All Evolve
- 2012 – Age of Ignorance
- 2015 – Younger Dreams
- 2019 – Let Light Overcome
- 2022 – Decades of Covers

### EP
- 2004 – We've Been Holding Back
- 2013 – A Summer of Covers
- 2013 – Oak Island
- 2014 – Oak Island Acoustic
- 2017 – Selective Hearing
- 2022 – Empires of Fall

### Singoli
- 2004 – We've Been Holding Back
- 2005 – Tear Her: I Will Be Revenged
- 2008 – Escape
- 2010 – Elephants
- 2010 – Across the Ocean
- 2012 – Liberate Me
- 2012 – Age of Ignorance
- 2012 – Invincible
- 2013 – Same Old War
- 2013 – I've Never Felt This Way
- 2015 – Home
- 2015 – A World Divided
- 2016 – Common Ground
- 2017 – Broken Lives
- 2017 – Tongue Tied
- 2018 – Broken Lives Acoustic
- 2018 – Fantasy Land
- 2018 – Soul Speak
- 2019 – Demons
- 2019 – The Leap
- 2019 – Bury the Hatchet
- 2019 – I Don't Care

## Videografia

### Video musicali
- 2005 – Tear Her: I Will Be Revenged
- 2008 – Escape
- 2010 – Elephants
- 2010 – The Devil Inside You
- 2012 – Invincible
- 2013 – Fate
- 2013 – Fate (Acoustic)
- 2013 – Skyfall (Adele cover)
- 2013 – Reason to Love (Acoustic)
- 2013 – Stay (Rihanna cover)
- 2013 – Mirrors (Justin Timberlake cover)
- 2013 – Clarity (Zedd cover)
- 2013 – Radioactive (Imagine Dragons cover)
- 2013 – Wrecking Ball (Miley Cyrus cover)
- 2013 – Same Old War
- 2014 – Sunrise
- 2014 – Dark Horse (Katy Perry cover)
- 2014 – Dark Storms
- 2014 – Same Old War (Acoustic)
- 2014 – Sunrise (Acoustic)
- 2014 – Bye Bye Bye (cover feat. Cody Carson)
- 2014 – Falling Away
- 2014 – Maps (Maroon 5 cover)
- 2014 – Habits (Tove Lo cover)
- 2014 – Blank Space (Taylor Swift cover)
- 2014 – The Heart Wants What It Wants (Selena Gomez cover, feat. Craig Owens)
- 2015 – Left Swipe Dat (truth cover, feat. Lycia Faith)
- 2015 – Home
- 2015 – A World Divided
- 2015 – Road to the Throne
- 2015 – Can't Feel My Face (The Weeknd cover)
- 2015 – Drag Me Down (One Direction cover)
- 2016 – Sorry (Justin Bieber cover)
- 2016 – Stressed Out (Twenty One Pilots cover)
- 2016 – Never Forget You (Zara Larsson cover)
- 2016 – White Tiger
- 2016 – Common Ground
- 2016 – All We Know (The Chainsmokers cover)
- 2017 – Black Beatles (Rae Sremmurd cover)
- 2017 – Heavy (Linkin Park cover)
- 2017 – Shape of You (Ed Sheeran cover)
- 2017 – Broken Lives
- 2017 – Tongue Tied
- 2017 – Caught in the Storm
- 2017 – Humble (Kendrick Lamar cover)
- 2017 – Look What You Made Me Do (Taylor Swift cover)
- 2017 – 1-800-273-8255 (Logic cover)
- 2017 – Ivory Tower
- 2017 – Silence (Marshmello cover)
- 2017 – Ghost in the Machine
- 2018 – Havana (Camila Cabello cover)
- 2018 – Broken Lives Acoustic
- 2018 – Fantasy Land
- 2018 – God's Plan (Drake cover)
- 2018 – The Middle (Zedd feat. Maren Morris and Grey cover)
- 2018 – Better Now (Post Malone cover)
- 2018 – Back To You (Selena Gomez cover)
- 2018 – Soul Speak
- 2019 – When the Party's Over (Billie Eilish cover)
- 2019 – High Hopes (Panic! at the Disco cover)
- 2019 – Demons
- 2019 – The Leap
- 2019 – Bury the Hatchet
- 2019 – 7 Rings (Ariana Grande cover)
- 2019 – Castle in the Sky
- 2019 – Game of Thrones Theme (cover)
- 2019 – Sucker (Jonas Brothers cover)
- 2019 – I Don't Care (Ed Sheeran & Justin Bieber cover)
- 2019 – Old Town Road (Lil Nas X &  Billy Ray Cyrus cover)